# روجر كريستيان
روجر كريستيان (بالإنجليزية: Roger Christian)‏ مواليد 25 فبراير 1944 في لندن، هو مخرج إنجليزي بدأ نشاطه سنة 1970. كما أنه من الفائزين بجوائز الأوسكار.

## وصلات خارجية
- www.rogerjchristian.com|الموقع الرسمي}}
- روجر كريستيان على موقع IMDb (الإنجليزية)
- روجر كريستيان على موقع ألو سيني (الفرنسية)
- روجر كريستيان على موقع ميوزك برينز (الإنجليزية)
- روجر كريستيان على موقع أول موفي (الإنجليزية)
- روجر كريستيان على موقع قاعدة بيانات الأفلام السويدية (السويدية)
- روجر كريستيان على موقع إن إن دي بي (الإنجليزية)
- روجر كريستيان على موقع ديسكوغز (الإنجليزية)
- روجر كريستيان على موقع قاعدة بيانات الفيلم (الإنجليزية)
- روجر كريستيان على موقع كينوبويسك (الروسية)